# Aedes wendyae
Aedes wendyae är en tvåvingeart som beskrevs av Michael William Service 1959. Aedes wendyae ingår i släktet Aedes och familjen stickmyggor.
Artens utbredningsområde är Nigeria. Inga underarter finns listade i Catalogue of Life.